# Abbaye Domus Sanctae Mariae
L'abbaye Domus Sanctae Mariae est une ancienne abbaye cistercienne près de Bispingen, dans le Land de Basse-Saxe.

## Histoire
En 1243, Hoyer, un moine âgé de 80 ans, écrit que Herswig, le premier abbé, est invité à quitter Paderborn pour fonder une abbaye à Stenbecke.
Le document original se trouvait aux Archives fédérales de Hanovre, qui ont brûlé lors de la Seconde Guerre mondiale. La fondation réelle du monastère date de 1244 dans une lettre de l'évêque de Verden Luder von Borch. Il y avait un couvent de moins de douze moniales à Stenbecke, mais il s'agit d'une nouvelle construction cistercienne. Ces pionniers de l'abbaye de Hardehausen vivaient probablement dans des cabanes en rondins construites sans doute à proximité d'un ancien site païen, comme l'indique un gros rocher portant un rune dont on ignore le sens. Le 19 janvier 1253, les moines de Steinbeck partent à l'abbaye de Scharnebeck.
Sur le site de l'ancien monastère, il n'y a aucun vestige, seulement une pierre commémorative.